# Curt Helmfrid
Curt Valdemar Helmfrid, född 22 september 1916 i Katarina församling i Stockholms stad, död 20 november 2013 i Uppsala domkyrkoförsamling i Uppsala län, var en svensk militär.

## Biografi
Helmfrid avlade studentexamen vid Högre realläroverket å Norrmalm i Stockholm 1939. Han avlade officersexamen vid Krigsskolan 1942 och utnämndes samma år till fänrik vid Upplands regemente, där han tjänstgjorde 1942–1952. Han befordrades till löjtnant 1944 och till kapten 1951, varefter han studerade vid Krigshögskolan 1952–1954. År 1956 inträdde han i Generalstabskåren och tjänstgjorde 1956–1959 parallellt vid Arméstaben och som lärare i krigskonst (taktik) vid Artilleri- och ingenjörofficersskolan, varefter han tjänstgjorde vid Dalregementet 1959–1960. Han befordrades till major i Generalstabskåren 1961, var lärare vid Militärhögskolan 1961–1965, befordrades till överstelöjtnant 1964, var bataljonschef vid Hallands regemente 1965–1966 och var chef för Allmänna kursen vid Militärhögskolan 1966–1969. År 1969 befordrades han till överste, varefter han var befälhavare för Uppsala försvarsområde och Västmanlands försvarsområde 1969–1974. Helmfrid befordrades 1974 till överste av första graden och var 1974–1976 chef för Upplands regemente tillika befälhavare för Uppsala försvarsområde och Västmanlands försvarsområde, varefter han inträdde i reserven 1976. Han var projektchef hos DATAL 1976–1979.
Curt Helmfrid invaldes 1981 som ledamot av Kungliga Krigsvetenskapsakademien. Han var redaktör för en bok om Polacksbacken.
Helmfrid var son till droskägaren Hartvig Helmfrid och Greta Helmfrid (född Kristiansson). Han var bror till Staffan Helmfrid. Curt Helmfrid är begravd på Uppsala gamla kyrkogård.

## Utmärkelser
- Riddare av Svärdsorden, 1961.[12]